# Louis de Lichtervelde

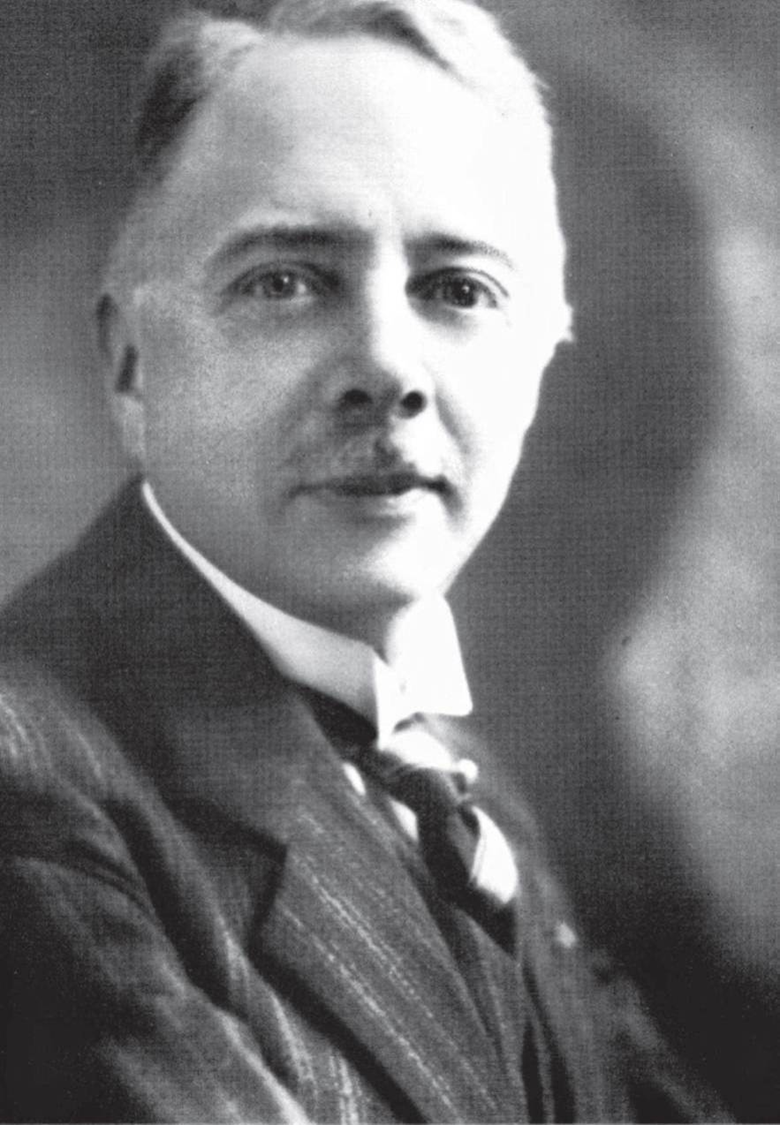
Louis de Lichtervelde

Graaf Louis Herman Marie Ghislain de Lichtervelde (Wenen, 9 december 1889 - Brussel, 12 augustus 1959) was een Belgisch kabinetschef en historicus.

## Biografie

### Familie
Louis de Lichtervelde was een telg uit het geslacht De Lichtervelde. Hij was een achterkleinzoon van Théodore de Lichtervelde (1792-1834) die, samen met zijn broer Auguste, in 1816 in de adel van het Verenigd Koninkrijk der Nederlanden werd opgenomen.
Hij was een zoon van Gontran de Lichtervelde (1849-1905), ambassadeur, en gravin Marguerite de Spangen (1853-1922). Langs zijn moeder stamde hij af van Charles Rodriguez d'Evora y Vega, die in 1830 lid was van het Nationaal Congres. Hij studeerde af als doctor in de politieke en sociale wetenschappen. Opgegroeid in het Château de La Follie in Ecaussines, vestigde hij zich in het Kasteel Baudries in Dikkelvenne. Hij trouwde in 1916 in Le Havre met gravin Emilie de Briey (1893-1982). Ze kregen zes kinderen, met een talrijk nageslacht de Lichtervelde, de Villenfagne de Vogelsanck, Piers de Raveschoot en Dalimier.

### Loopbaan
Had hij het gewild, dan werd De Lichtervelde parlementslid en mogelijk minister. Hij verkoos echter de schaduw en het optreden als discrete grijze eminentie. Hij werd een medewerker en vertrouweling van eerste minister Charles de Broqueville en secretaris van de ministerraad. Zijn leven lang oefende hij invloed uit op de Belgische politiek, enerzijds door zijn nauwe contacten met een aantal beleidsverantwoordelijken, anderzijds door zijn talrijke publicaties.
Hij was vooral de vertrouwensman van Charles de Broqueville en begeleidde hem, eerst als kabinetssecretaris, vervolgens als kabinetschef, in zijn functie van eerste minister van juni 1911 tot juni 1918 en oktober 1932 tot november 1934. Hij was ook nog kabinetschef van Georges Theunis (1934-1935) en Paul van Zeeland (1935-1936).
Een cruciaal punt tijdens de Eerste Wereldoorlog was de bevelvoering over het leger, dat door de koning beschouwd werd als een eigen prerogatief, waarvoor de ministeriële verantwoordelijkheid niet van tel was. In een nota Le commandement de l'armée et la Constitution, die de Lichtervelde in 1917 aan de Broqueville overmaakte, besprak hij met scherpte de ongrondwettelijke toestand, waarbij koning Albert het opperbevel over het leger voerde, zonder hiervoor de volgens de Grondwet noodzakelijk ministeriële signatuur te willen. De Broqueville had hierover al vanaf het begin van de oorlog met de koning een meningsverschil gehad en zich neergelegd bij de beslissing van de koning om het bevel van het leger buiten de ministeriële verantwoordelijkheid te houden. Hij maakte de nota van De Lichtervelde aan de koning over, die er zijn grote woede over meedeelde. De grote populariteit die de koning-ridder na de oorlog te beurt viel, maakte dat nog nauwelijks op dit vervelende probleem werd teruggekomen. Ook De Lichtervelde kwam er niet meer op terug.
Hij was verder:
- ondervoorzitter van de holding Brufina,
- voorzitter van de Nationale Maatschappij van Buurtspoorwegen,
- ondervoorzitter van het agentschap Belga,
- lid van de algemene raad van de Katholieke Universiteit Leuven,
- ridder in de Orde van Malta,
- lid van de Académie royale des sciences, des lettres et des beaux-arts de Belgique,
- directeur van het tijdschrift Revue générale (1937-1954).

## Publicaties (selectie)
- Les méthodes budgétaires d'une démocratie. Étude sur le budget Suisse, Brussel, Larcier, 1912.
- Heures d'histoire. Le 4 août 1914 au Parlement belge, Brussel, Van Oest, 1918.
- Essai sur notre monarchie nationale, Brussel, Goemaere, 1919.
- La monarchie en Belgique sous Léopold Ier et Léopold II, Brussel, Van Oest, 1921.
- Le Congrès national de 1830. Études et portraits, Brussel, Dewit, 1922.
- Léopold II, Brussel, Dewit, 1926.
- Léopold Ier et la formation de la Belgique contemporaine, Brussel, Dewit, 1929.
- Notre Monarchie nationale, Brussel, 1929.
- Méditations pour le centenaire, Brussel, Dewit, 1930.
- La structure politique de l'état belge, Leuven, Rex, 1932.
- Générations, Brussel, Le Rond-point, 1932.
- Le pouvoir royal, Brussel, Groupement d'études politiques, 1933.
- Avant l'orage (1911-1914), Brussel, Éd. universelle, 1938.
- La famille dans la Belgique d'autrefois, Doornik, Casterman, 1942.
- Le Congrès National, L'œuvre et les hommes, Brussel, La Renaissance du livre, 1945.
- Métier de roi. Léopold I, Léopold II, Albert I, Léopold III, Brussel, Éd. universitaires, 1945.

Daarnaast publiceerde de Lichtervelde tientallen artikels, voornamelijk in de Revue générale, het Bulletin en het Jaarboek van de Koninklijke Academie.